# Йордан Цеков
Йордан Денков Цеков с псевдоним Дане (на македонска литературна норма: Јордан Цеков) е югославски партизанин и деец на комунистическата съпротива във Вардарска Македония.

## Биография
Роден е на 15 юли 1921 година в град Куманово като трето дете на Денко и Вета Цекови. От 1938 е член на СКМЮ. През септември 1941 година е начело на ученически бунтове в Кумановската гимназия. На 12 октомври 1941 изнася оръжие за въоръжаване на партизаните от Козячкия и Карадачкия партизански отряди, което през пролетта е било изоставено от югославската армия, а той е прибрал заедно с брат си Стойко и Панче Пешев. Арестуван е от българската полиция, но е освободен в края на месеца. Заедно с Боян Зафировски и Благоя Стефановски е член на редакцията на „Октобрис“, вестник на кумановската комунистическа организация.
През март 1943 става член на Местния комитет на МКП в Куманово, а от 1 май секретар на Местния комитет на СКМЮ. Юни същата година с Пешев и Християн Тодоровски организира 11 партизани, които на 26 юни се вливат в Южноморавския отряд. Включва се като партизанин на 26 юли 1943 година. Първоначално е командир на чета в Кумановския партизански отряд, а после и в Първия кумановски народоосвободителен партизански батальон Орце Николов. Последователно е командир на трета македонска ударна бригада, командир на батальон, заместник-командир на трета македонска ударна бригада, командир на единадесета македонска ударна бригада от 27 август 1944 . През септември 1944 става командир на трета македонска бригада. От 1 декември 1944 е направен майор. Между януари и декември 1945 година завършва Висша артилерийска школа в Ленинград. След това е назначен за командир на артилерията на пехотна и танкова дивизия.
Между 1951 и 1955 учи във Военната академия на ЮНА в Белград и след това е назначен за командир на артилерийски полк в Беловар. Пенсионира се през 1956 с чин полковник. От април 1962 до септември 1967 година е директор на Републиканския фонд за научна работа, а от септември 1967 до юни 1969 е научен сътрудник в Института за национална история на Социалистическа република Македония. Между 1970 и 1974 е народен представител във второто, четвъртото, петото и седмото народно събрание на СРМ. През 1975 е пенсиониран от научната дейност поради несъгласие с тогавашната власт. Носител е на партизански възпоменателен медал 1941 година.
Умира на 20 ноември 2019 година в Скопие.

## Трудове
1. Кумановско во НОБ 1941 – 1945 книга прва

2. Кумановско во НОБ 1941 – 1945 книга втора

3. Кумановско во НОБ 1941 – 1945 книга трета

4. Христијан Тодоровски-Карпош, народен херој на Македонија

5. Панче Пешев – казна што обвинува

6. Панче Пешев – Македонски Драјфуз

7. Загинаа за слободата на Македонија

8. Отворено писмо до Вера Ацева

9. Кумановски партизански одред и Кумановски батајон „Јордан Николов“, јуни 1943 – фебруари 1944

10. Критички приказ за книгата „Патоводна ѕвезда“

11. Мојата вистина за ослободителната војна

12. Трајко Стојковски – Бузо хероизам и привитизам

13. Бојан Зафировски – Бојчо

14. Благоја Стевковски – Гојчо

15. Импровизации и измисли на Тодор Атанасовски

16. Учество на Цекова Вета, Денко и Стојко во ослободителната војна

17. Како беше ослободено Скопје

18. Куманово и Козјачиата во ослободителната војна 1941 – 1945 година